# José de Arce

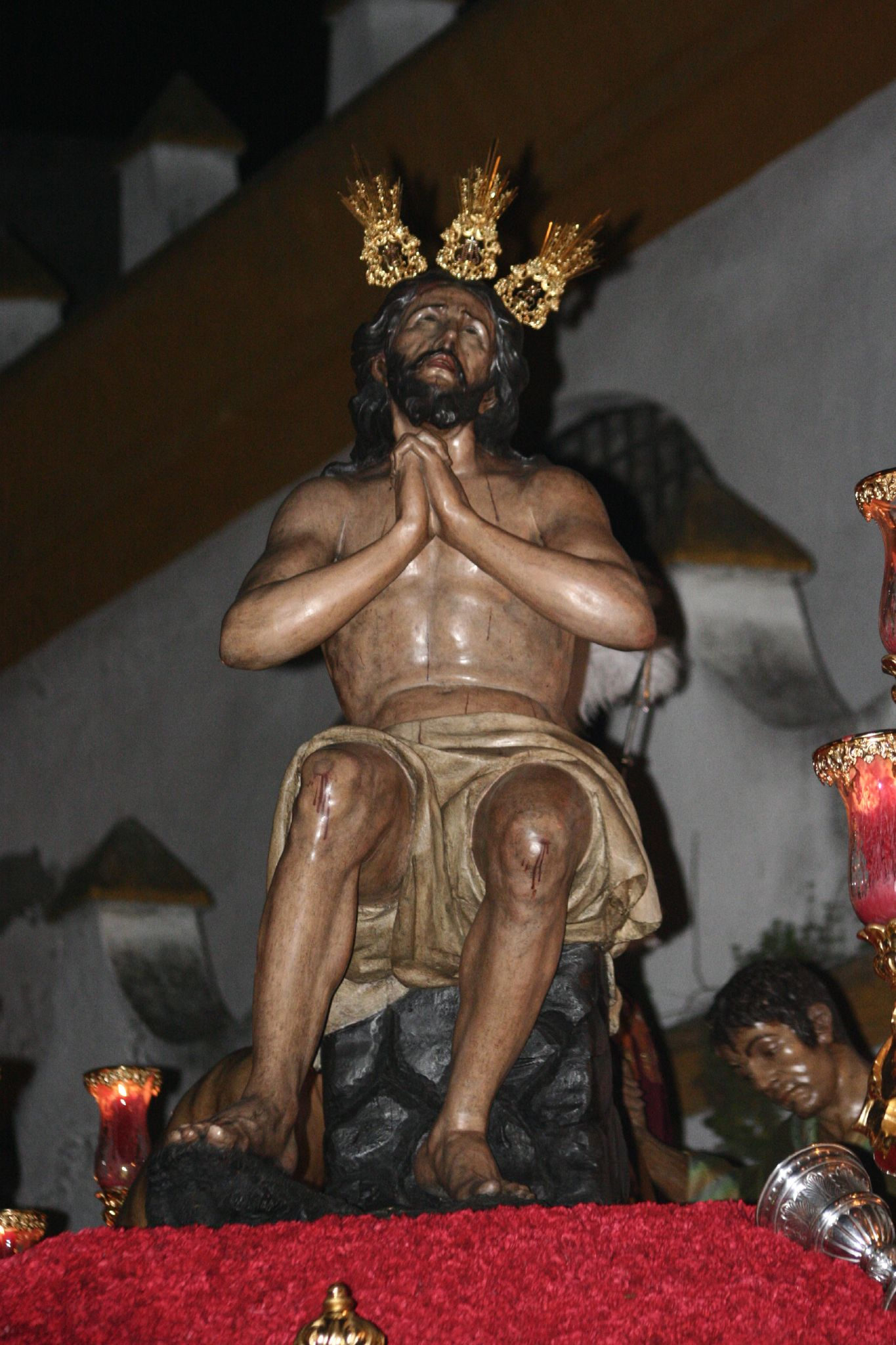
Nuestro Padre de las Penas de Sevilla.

José de Arce (Flandes, c. 1600-Sevilla, 1666) escultor barroco flamenco establecido en España.

## Biografía
Probablemente nacido en tierras flamencas hacia 1600. Se encontraría en España en 1635; un año después se halla en Sevilla donde muere en 1666. Contrajo dobles nupcias: en 1641 casó con María de Arce y nueve años después en Jerez de la Frontera, con Margarita de Meneses.
Escultor de gran mérito y acreditada fama, su obra representa el triunfo de la estética barroca, cuyas raíces formativas hay que buscarlas en el italiano Bernini y sobre todo en Rubens. Y para el arte sevillano supone la penetración de las fórmulas del barroquismo pleno, contrapuesto al arte de Alonso Cano, signado por la conjunción manierista-barroca. Es interesante señalar su relación con Duquesnoy. Discípulo suyo fue el escultor Andrés Cansino; su huella artística fue muy extensa y profunda.

## Obras identificadas
En 1637 concertó el Apostolado del retablo mayor de la Cartuja de Jerez de la Frontera, en madera policromada, encontrándose la fecha de 1639 en una de las figuras; desde 2006 pueden admirarse adosadas a las columnas de la nave central de la Catedral de Jerez de la Frontera.
En 1638 se decidió la sustitución del proyecto de pinturas para las calles laterales del retablo mayor de la iglesia de San Miguel de Jerez de la Frontera, Martínez Montañés que era el encargado de la realización completa del retablo, le traspasó en 1641 la obra para la elaboración de los cuatro relieves, referentes a la Natividad, la Epifanía, la Anunciación y la Purificación, así como las figuras de San Juan Bautista y San Juan evangelista y los Arcángeles Gabriel y Rafael, todo en madera policromada, la obra quedaría terminada tres años después. El conjunto del retablo constituye una obra de extraordinaria valía, en las que combinan muy acertadamente las obras de Arce y Montañés. Para el templo jerezano tallaría la imagen del Santo Crucifijo de la Salud en 1645.
El 22 de junio de 1655 en Sevilla acordó con el indiano cacereño capitán Francisco Martín Carrasco la hechura de un Santo Cristo atado a la Columna, y así lo hizo, tratándose de la primera talla barroca de esta iconografía hecha en la capital hispalense. Carrasco haría donación de esta imagen a la cofradía cacereña de la Santa Cruz de los Disciplinantes, con la que procesionó hasta 1913. Hoy, recibe culto en la iglesia del Espíritu Santo de Cáceres y, por cesión de la Ilustre Cofradía de la Santa y Vera Cruz, como 'Señor de la Columna' sale en procesión cada Jueves Santo en la Semana Santa de Cáceres con la Pontificia y Real Cofradía del Espíritu Santo, Cristo del Humilladero y Ntra. Sra de la Encarnación, fundada en 1493.
En 1657 se le abonaron cantidades por la obra de ocho figuras en piedra, de gran tamaño, cuatro representando a los Padres de la Iglesia y otras cuatro a los Evangelistas, que se hallan colocadas en tribunas altas de la Iglesia del Sagrario de Sevilla. Diez años más tarde, su viuda cobraba de la fábrica de la catedral diversos créditos por dichas obras.

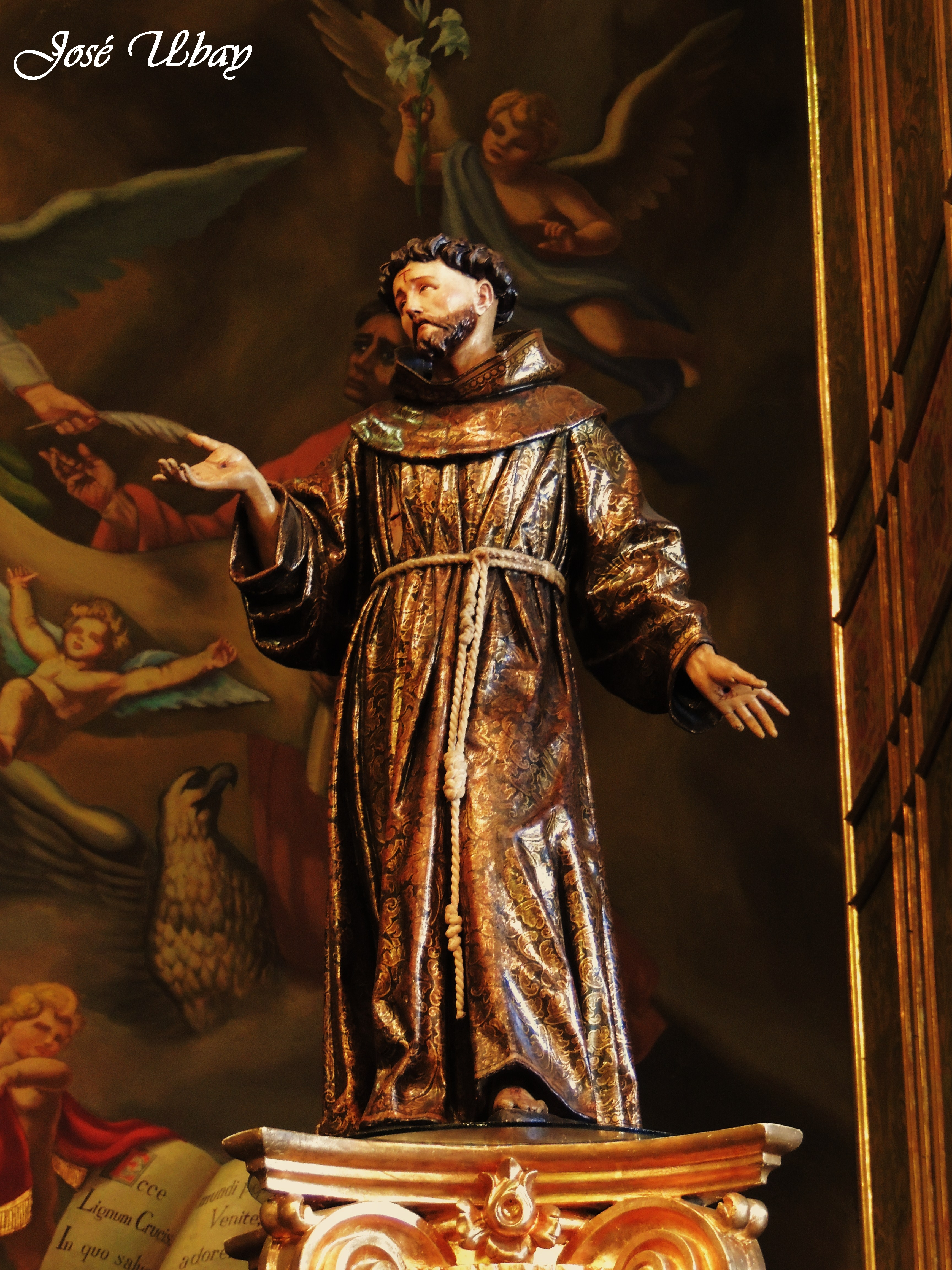
San Francisco de Asís recibiendo los estigmas según José de Arce, imagen del siglo XVII, titular de la Parroquia de San Francisco de Asís y Santuario Mariano de Nuestra Señora de la Soledad, Las Palmas de Gran Canaria, Canarias.

La famosa imagen de Nuestro Padre Jesús de las Penas de Sevilla perteneciente a la Hermandad de La Estrella fue hecha en el mismo año de 1655, como atestigua el documento encontrado dentro de la imagen:

Enla çiudad de Seuilla Año demill y seisçientos y cincuenta y çinco; gouernando la silla Apostolica nuestro muy Santo Padre Alexandro septimo deste nombre, y assimismo, Reynando en españa nuestro catholico Monarcha Philipo quarto de este nombre; hizo este Sanctisimo Christo d las penas, Joseph de Arze, de nación Flamenco para una cofradía del titulo delas penas de Chrifto nuestro Señor, y triunpho dela Cruz, que la fundo en Triana Diego Granado y Mosquera elaño de 1644

En 1660 realiza el Santísimo Cristo de la Salud, que se encuentra en la iglesia de Santiago de Cádiz.
En Canarias se veneran dos obras suyas, en la iglesia de San Marcos Evangelista de Icod de los Vinos en Tenerife se venera el Santísimo Cristo de la Expiración realizado en 1650 siendo de la misma época el San Francisco de Asís estigmatizado que se venera en su parroquia de la ciudad de Las Palmas de Gran Canaria.

## Obras atribuidas
Bustos relicarios (desaparecidos), en la iglesia de la Merced de Cádiz; Relieves, esculturas del retablo del Bautista, Convento de Santa Paula, Sevilla. Así cómo en la misma capital hispalense, el cristo orando en el huerto de la  Hermandad Montesión, que tiene gran parecido con Jesús de las Penas  hermandad Estrella Sevilla de la misma capital.